# Streifengrasmäuse

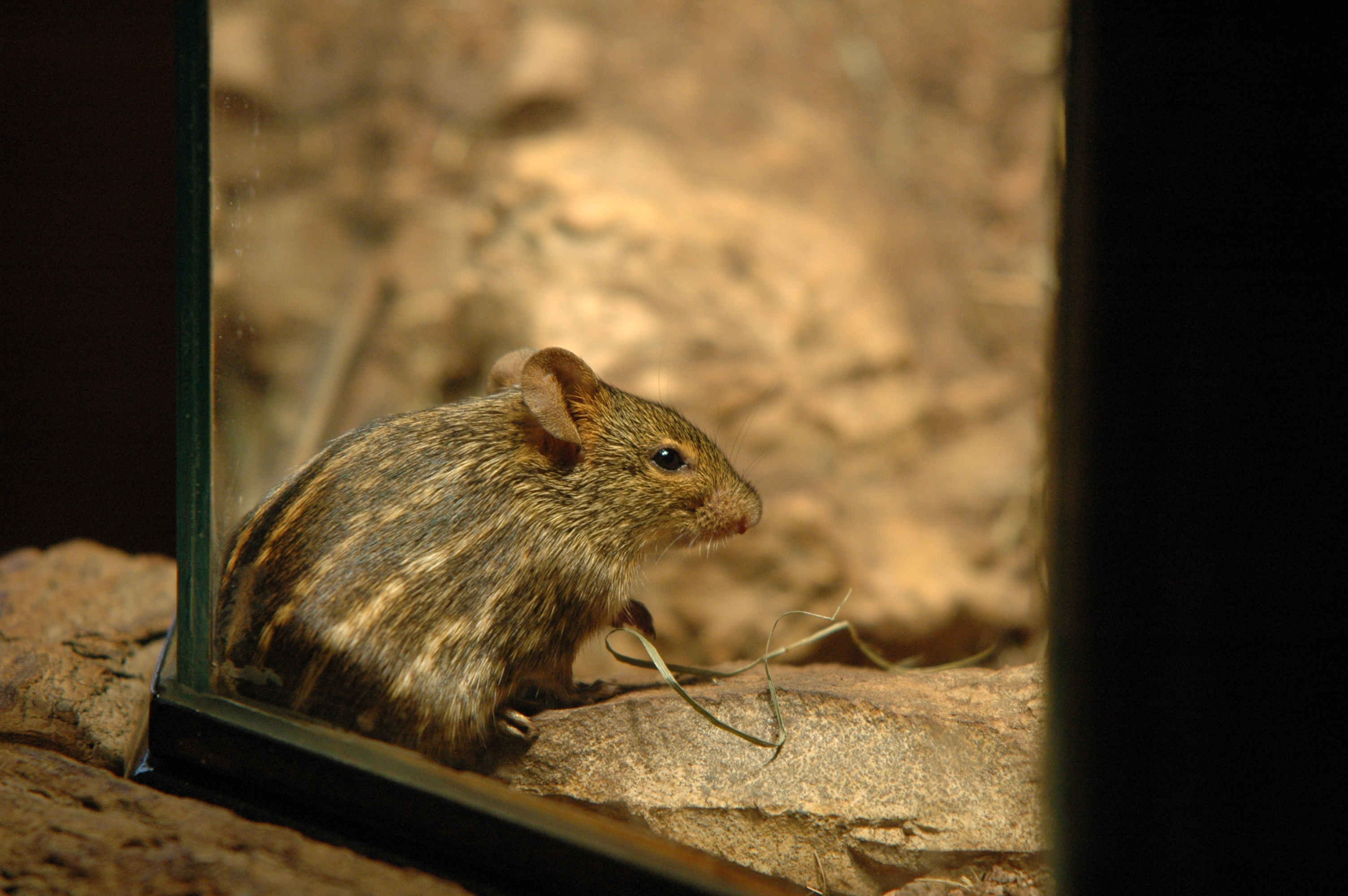
Echte Streifengrasmaus (Lemniscomys striatus)

Die Streifengrasmäuse (Lemniscomys) sind eine Nagetiergattung aus der Gruppe der Altweltmäuse (Murinae).

## Merkmale
Streifengrasmäuse erreichen eine Kopfrumpflänge von 8 bis 14 Zentimetern, hinzu kommt ein 8 bis 16 Zentimeter langer Schwanz. Ihr Gewicht variiert zwischen 18 und 68 Gramm. Ihr raues Fell ist an der Oberseite dunkelgrau bis dunkelbraun gefärbt, die Unterseite ist weißlich bis hellgrau. Innerhalb der Gattung können drei verschiedene Formen der Streifung auftreten: Bei der Einstreifengrasmaus (Lemniscomys rosalia) ist lediglich ein dunkler Aalstrich vorhanden, bei einigen anderen Arten, darunter die Echte Streifengrasmaus (Lemniscomys striatus), befinden sich reihenförmig angeordnete helle Tupfen, die manchmal zu Streifen verwachsen sind. Die Berber-Streifengrasmaus schließlich weist mehrere solide, helle Längsstreifen auf ihrem Rücken auf.

## Verbreitung und Lebensweise
Streifengrasmäuse sind in ganz Afrika verbreitet, ihr Verbreitungsgebiet reicht von Marokko bis Südafrika. Je nach Art bewohnen sie unterschiedliche Lebensräume, von Savannen und Steppen bis Grasländern und Waldlichtungen. Sie bauen kugelförmige Nester aus Blättern und Gräsern, die im hohen Gras oder in niedrigen Sträuchern aufgehängt werden. Sie graben keine Baue, fliehen aber bei Gefahr oft in von anderen Tieren angelegte Erdgänge. Die Nahrung sind Gräser und Samen, manchmal auch Insekten. Sie sind überwiegend tagaktiv, von einzelnen Arten gibt es jedoch auch Berichte über Dämmerungs- oder Nachtaktivität.
Grasmäuse leben eher einzelgängerisch. Die potenzielle Lebenserwartung liegt bei vier bis fünf Jahren, in freier Wildbahn dürfte dieses Alter aber kaum jemals erreicht werden. Aufgrund der Vielzahl der Feinde und der oberirdischen Lebensweise sterben fast alle Grasmäuse vor der Vollendung des ersten Lebensjahres. Entsprechend sind Streifengrasmäuse sehr reproduktiv. Ein Wurf umfasst ein bis zwölf Junge; geworfen wird während der Regenzeiten, die in Ostafrika von April bis Juni und von September bis Dezember andauern. In diesen Zeiträumen kann es jeweils mehrere Würfe geben; ein in Gefangenschaft lebendes Paar zog in einem Zeitraum von nur 15 Wochen vier Würfe auf.

## Systematik und Gefährdung
Wilson und Reeder (2005) listen folgende elf Arten:
- Die Echte Streifengrasmaus (Lemniscomys striatus), auch Tüpfelgrasmaus genannt, bewohnt Savannen in nahezu ganz Afrika südlich der Sahara.
- Die Griselda-Streifengrasmaus (Lemniscomys griselda) lebt in Angola und angrenzenden Gebieten.
- Die Senegal-Einstreifengrasmaus (Lemniscomys linulus) bewohnt Waldlichtungen vom Senegal bis zur Elfenbeinküste.
- Die Einstreifengrasmaus (Lemniscomys rosalia) ist von Kenia bis Südafrika verbreitet.
- Die Rosevear-Streifengrasmaus (Lemniscomys roseveari) ist nur von zwei Stellen in Sambia bekannt.
- Die Buffoon-Streifengrasmaus (Lemniscomys macculus) kommt vom südlichen Sudan bis in den Osten der Demokratischen Republik Kongo vor.
- Die Berber-Streifengrasmaus (Lemniscomys barbarus) lebt im nördlichen Afrika von Marokko bis Tunesien.
- Die Heuglin-Streifengrasmaus (Lemniscomys zebra) lebt südlich der Sahara in einem Streifen vom Senegal bis Tansania. Manchmal wird sie mit der Berber-Streifengrasmaus zu einer Art zusammengefasst.
- Die Bellier-Streifengrasmaus (Lemniscomys bellieri) bewohnt trockene Savannen im westlichen Afrika.
- Die Mittendorf-Streifengrasmaus (Lemniscomys mittendorfi) lebt nur am Ufer des Lake Oku in Kamerun.
- Die Hoogstraal-Streifengrasmaus (Lemniscomys hoogstraali) ist nur von einem Exemplar bekannt, das 1961 am Nilufer im Sudan gefunden wurde.

Die IUCN listet die Mittendorf-Streifengrasmaus als „gefährdet“ (vulnerable), für die Rosevear-Streifengrasmaus und die Hoogstraal-Streifengrasmaus sind zu wenig Daten verfügbar (data deficient). Die übrigen acht Arten gelten als „nicht gefährdet“ (least concern).
Systematisch werden die Streifengrasmäuse innerhalb der Altweltmäuse in die Arvicanthis-Gruppe eingeordnet.